# Copris scorpio
Copris scorpio là một loài bọ cánh cứng trong họ Bọ hung (Scarabaeidae).